# 細見和之
細見 和之（ほそみ かずゆき、1962年2月27日 - ）は、日本の詩人。京都大学大学院教授、大阪文学学校校長。専門はドイツ思想、特にテオドール・アドルノ。

## 来歴
兵庫県、現在の丹波篠山市生まれ。丹波篠山市在住。兵庫県立篠山鳳鳴高等学校、大阪大学文学部卒業、同大学院人間科学研究科博士課程満期退学。2007年「アドルノの場所」で大阪大学から博士（人間科学）。
大阪府立大学講師、助教授、教授を経て、2008年10月、高階杞一、山田兼士、四元康祐らとともに詩誌「びーぐる」を創刊。
2013年5月より自分の詩に曲を付けはじめるとともに、高校時代のバンド仲間とtheチャンポラパンbandを結成、丹波篠山市を中心に大阪でもライブ活動も行ない、ソロでの展開をふくめて活動を模索している。
2014年から大阪文学学校校長兼任。
2016年4月から京都大学大学院 人間・環境学研究科 総合人間学部 教授。
2021年から京都大学大学院人間・環境学研究室の小林哲也准教授とティーアガルテンと言うデュオを結成し、2024年に鵜飼大介 京都大学大学院人間・環境学研究科 助教も加わって、ギター、ドラム、ヴィオラのトリオで音楽活動もしている。
2023年11月18日にシンガーソングライターとして東大阪の「喫茶美術館」にてソロライブを行なった。

## 受賞歴
- 2009年「日本独文学会学会賞」受賞「第8回」（日本語研究書部門）受賞作品『「戦後」の思想 - カントからハーバーマスへ』[6]
- 2012年「三好達治賞」受賞「第7回」受賞作品『家族の午後』[7]
- 2019年「日本詩人クラブ詩界賞」受賞「第19回」受賞作品『「投壜通信」の詩人たち』[8]
- 2020年「歴程賞」受賞「第58回」受賞作品『ほとぼりが冷めるまで』[9]

## 著書
- 『沈むプール - 詩集』（イオブックス） 1989[10]
- 『バイエルの博物誌』（書肆山田） 1995
- 『アドルノ - 非同一性の哲学』（講談社） 1996
- 『アイデンティティ / 他者性』（岩波書店） 1999[11]
- 『言葉の岸』（思潮社） 2001

第7回中原中也賞候補
- 『アドルノの場所』（みすず書房） 2004[13]
- 『言葉と記憶』（岩波書店） 2005[14]
- 『ポップミュージックで社会科』（みすず書房） 2005[15]
- 『ホッチキス』（書肆山田） 2007[16]

第13回中原中也賞候補）
- 『ベンヤミン「言語一般および人間の言語について」を読む - 言葉と語りえぬもの』（岩波書店） 2009[17]
- 『「戦後」の思想 - カントからハーバーマスへ』（白水社） 2009[18]

第7回日本独文学会賞
- 『永山則夫 - ある表現者の使命』（河出書房新社） 2010
- 『家族の午後 - 細見和之詩集』（澪標） 2010

第7回三好達治賞受賞
- 『ディアスポラを生きる詩人 金時鐘』（岩波書店） 2011

第3回鮎川信夫賞候補
- 『闇風呂』（澪標） 2013
- 『フランクフルト学派 : ホルクハイマー、アドルノから21世紀の「批判理論」へ』（中公新書） 2014[20]
- 『石原吉郎 - シベリア抑留詩人の生と詩』（中央公論新社） 2015
- 『「投壜通信」の詩人たち ＜詩の危機＞からホロコーストへ』（岩波書店） 2018[21]
- 『ほとぼりが冷めるまで』（澪標） 2020[22]

第58回歴程賞
- 『京大からタテ看が消える日 細見和之歌詞集』（澪標） 2023[23]

### 共編著
- 『ヨリッセン先生と言葉 - 出会いからはじまる異文化論』（エンゲルベールト・ヨリッセン, 小岸昭、朝日出版社） 1996
- 『歴史とは何か - 出来事の声、暴力の記憶』（崎山政毅, 田崎英明、河出書房新社） 1998
- 『小野十三郎を読む』（山田兼士共編著、思潮社） 2008
- 『対論 この詩集を読め 2008-2011』（山田兼士共編、澪標） 2012
- 『対論 この詩集を読め 2 (2012-2015)』（山田兼士共編、澪標） 2016[24]
- 『ニーチェをドイツ語で読む』（編著、白水社） 2017[25]

## 翻訳
- 『アメリカ - 大恐慌時代の作品』（アルミン・ツヴァイテほか、リブロポート） 1994
- 『声の回帰 - 映画『ショアー』と「証言」の時代』（ショシャナ・フェルマン、太田出版） 1995
- 『認識論のメタクリティーク - フッサールと現象学的アンチノミーにかんする諸研究』（テオドーア・W・アドルノ、法政大学出版局） 1995
- 『過ぎ去ろうとしない過去 - ナチズムとドイツ歴史家論争』（ユルゲン・ハーバーマスほか、人文書院） 1995
- 『国民とは何か』（エルネスト・ルナンほか、インスクリプト） 1997
- 『スピノザ 異端の系譜』（イルミヤフ・ヨベル、人文書院） 1998
- 『滅ぼされたユダヤの民の歌』（イツハク・カツェネルソン、みすず書房） 1999
- 『社会学講義』（アドルノ、作品社） 2001
- 『パサージュ論』全5巻（ヴァルター・ベンヤミン、岩波現代文庫） 2003
- 『マルクス・コレクション(6) フランスの内乱 / ゴータ綱領批判 / 時局論(上) / インド・中国論』（カール・マルクス、筑摩書房） 2005
- 『否定弁証法講義』（T・W・アドルノ、作品社） 2007
- 『生命の哲学 - 有機体と自由』（ハンス・ヨーナス、法政大学出版局） 2008
- 『救済の星』（フランツ・ローゼンツヴァイク、村岡晋一, 小須田健、みすず書房） 2009

第12回レッシング翻訳賞受賞
- 『哲学のアクチュアリティ』（T・W・アドルノ、みすず書房） 2011
- 『ワルシャワ・ゲットー詩集』（イツハク・カツェネルソン、未知谷） 2012

## 楽曲
- 「京大からタテ看が消える日」（作詞・作曲：細見和之）
- 「夢の中で約束の時間に遅れないように」（作詞・作曲：細見和之）
- 「夢みたいなこと」（作詞：金時鐘　作曲：細見和之）
- 「自序」（作詞：金時鐘　作曲：細見和之）
- 「遠い日」（作詞：金時鐘　作曲：細見和之）
- 「政策発表会」（作詞：金時鐘　作曲：細見和之）
- 「骨」（作詞：金時鐘　作曲：細見和之）
- 「予感」（作詞：金時鐘　作曲：細見和之）
- 「化石の夏」（作詞：金時鐘　作曲：細見和之）

他、theチャンポラパンbandでも多数制作

## 参考
- 文芸年鑑[要文献特定詳細情報]